# James Hamilton (3. książę Abercorn)
James Albert Edward Hamilton (ur. 30 listopada 1869 w Hamilton Palace w Londynie - 12 września 1953) – brytyjski arystokrata i polityk, najstarszy syn Jamesa Hamiltona, 2. księcia Abercorn i lady Mary Curzon-Howe, córki 1. hrabiego Howe. Jego ojcem chrzestnym był książę Walii.
Wykształcenie odebrał w Eton College. Później rozpoczął służbę wojskową w Royal Inniskilling Fusiliers. W 1892 r. wstąpił do 1 regimentu Life Guards, gdzie dosłużył się rangi kapitana. W 1900 r. wystartował z sukcesem w wyborach do Izby Gmin z okręgu Londonderry City jako reprezentant unionistów. Trzy lata później został Skarbnikiem Dworu Królewskiego. Urząd ten pełnił do upadku konserwatywnego rządu Balfoura w 1905 r. W następnych latach był whipem opozycji.
Po śmierci ojca w 1913 r. został 3. księciem Hamilton i zasiadł w Izbie Lordów. W 1917 r. został Lordem Namiestnikiem Tyrone i był nim aż do śmierci. W 1922 r. został pierwszym gubernatorem Irlandii Północnej. Był bardzo popularny na tym stanowisku i dwukrotnie (w 1928 i 1934 r.) przedłużano jego kadencję, którą zakończyła ostatecznie jego rezygnacja w lipcu 1945 r. W 1931 r. odmówił przyjęcia godności gubernatora generalnego Kanady.
W 1922 r. został kawalerem Orderu Świętego Patryka. W 1928 r. został kawalerem Orderu Podwiązki. Od 1945 r. był członkiem Tajnej Rady. Był również honorowym doktorem praw Uniwersytetu w Belfaście.
1 listopada 1894 r. w katedrze Świętego Pawła w Londynie, poślubił lady Rosalind Cecilię Caroline Bingham (26 lutego 1869 - 18 stycznia 1958), córkę Charlesa Binghama, 4. hrabiego Lucan i lady Cecilii Gordon-Lennox, córki 5. księcia Richmond. James i Rosalind mieli razem dwóch synów i trzy córki:
- Mary Cecilia Rhodesia Hamilton (21 stycznia 1896 - 5 września 1984), żona majora Roberta Kenyon-Slaneya i sir Johna Gilmoura, 2. baroneta, miała dzieci, jej najstarsza córka, Vivien, poślubiła 3. markiza Linlithgow
- Cynthia Elinor Beatrix Hamilton (16 sierpnia 1897 - 4 grudnia 1972), żona Alberta Spencera, 7. hrabiego Spencer, miała dzieci
- Katherine Hamilton (25 lutego 1900 - 28 kwietnia 1985), żona podpułkownika Reginalda Seymoura, miała dzieci
- James Edward Hamilton (29 lutego 1904 - 4 czerwca 1979), 4. książę Abercorn
- kapitan Claud David Hamilton (13 lutego 1907 - 15 lutego 1968), ożenił się z Genestą Heath, nie miał dzieci